# 草間良男
草間 良男（くさま よしお、1888年4月3日 - 1968年2月18日）は、日本の医学者。

## 人物
長野県松本市に生まれる。1905年に渡米、1916年スタンフォード大学理学部、1920年同医学部を卒業し帰国。その間シカゴ大学で生理学、病理学を研究する。1921年慶應義塾大学衛生学教室に入り、1927年に助教授に就任。再渡米し、ロックフェラー財団奨学生としてジョンズ・ホプキンズ大学公衆衛生学課程修了。1929年に帰国し、1930年慶應義塾大学教授に就任。第二次世界大戦後GHQに協力して、インターン制度の導入等、医療制度・医学教育の改革に尽力した。1940年慶應義塾大学医学部予防歯科学研究所所長、1955年から1959年まで同大医学部長に就任。1960年名誉教授。
西洋医学に対しては懐疑的で、予防医学を重視する考え方であった。勲三等旭日中綬章受勲。草間滋の甥。

## 博士論文
- 草間良男 (1924). An experimental study of the complement deviation with opsonin [オブソニンの補体結合の実験的研究] (医学博士). NAID 500000054885。

## 論文
- 草間良男「「アナトキシン」ニヨル「ヂフテリア」豫防接種ノ實施成績ニ就テ」『日本傳染病學會雜誌』第7巻第4号、日本感染症学会、1933年、357-367頁、doi:10.11552/kansenshogakuzasshi1926.7.357、ISSN 0021-4817。
- 草間良男「空気イオンの衛生学的意義に就いて」『衛生工業協会誌』第11巻第1号、1937年、4-19頁。
- 草間良男「アメリカの医学教育」『日本医師会雑誌』第24巻第5号、日本医師会、1950年5月、418-426頁、ISSN 00214493。
- 佐野輝夫, 草間良男「協会三十年に想う」『医学図書館』第4巻第4号、日本医学図書館協会、1957年、237-238頁、doi:10.7142/igakutoshokan.4.237、ISSN 0445-2429。

## 参考
- 『昭和物故人名録 昭和元年 - 54年』日外アソシエーツ
- 『近代日本医学の150年』 文理閣 2024年